# Historia i społeczeństwo
Historia i społeczeństwo – przedmiot szkolny. Jest to nauka o historii z połączeniem nauki o społeczeństwie. Przedstawia historię powszechną oraz przemiany danego państwa, np. Polski od czasów średniowiecza do nowożytności oraz współczesności z uwzględnieniem opisu społeczeństwa tych epok.
W Polsce przedmiot ten był nauczany w sześcioletniej szkole podstawowej w klasach IV-VI w wymiarze 130 godzin w ciągu cyklu kształcenia. W pierwszej klasie szkoły ponadgimnazjalnej przedmiot jest rozdzielony na historię i wiedzę o społeczeństwie. W szkole ponadgimnazjalnej jest to przedmiot uzupełniający, na który uczęszczają uczniowie uczący się przedmiotów przyrodniczych w zakresie rozszerzonym. Naucza się go w wymiarze 120 godzin w ciągu okresu nauczania. Przedmiot został wprowadzony do szkół ponadgimnazjalnych w 2009 roku w związku ze zmianą podstawy programowej. W ośmioletniej szkole podstawowej występuje przedmiot historia.